# 千原ジュニアの映画製作委員会
千原ジュニアの映画製作委員会（ちはらじゅにあのえいがせいさくいいんかい）とは、CSチャンネルNECOで2009年10月から2012年12月まで毎週金曜深夜1:00 - 1:30に放送していたバラエティ番組。

## 内容
「日活100周年記念映画」の製作を依頼された千原ジュニアが映画製作委員会を発足し、映画にまつわる面白い事なら完成を目指してさまざまなことにチャレンジする。
映画界の巨匠に突撃インタビュー
街の商店街で素人発掘オーディション
関西テレビでも不定期ながら土曜深夜に2回分ずつ放送された。

## 出演者
- 千原ジュニア
- 世界のナベアツ
- 小籔千豊
- 他、吉本芸人
- 黒田達哉（プロデューサー）
- 原田芳雄
- 宍戸錠
- 他、映画スター

## スタッフ
- 構成：福田誠、遠藤敬、松本真一、鈴木功治
- ナレーション：田中総一郎
- AP：岡田恵里
- AD：本河隆志、堀内善大
- ディレクター：岩津匡洋、山本雅一、田中真之
- 演出：竹山耕太郎
- プロデューサー：田島雄一、当麻康夫
- 企画・プロデュース：黒田達哉
- 制作協力：吉本興業、THE WORKS
- 製作著作：日活

## 放送局
- 北海道テレビ（ANN）：金曜（木曜深夜） 1:15-1:45→1:05-1:35（2011年4月7日より）。2010年11月12日-[1][2]
- テレビ埼玉（独立局）：日曜 23:30-24:00→金曜 21:00-21:30（2011年4月8日より）。2011年1月9日-[3][2]
- 関西テレビ（FNS）:不定期。2010年9月18日-[1][2]
- 南海放送（NNS）：土曜（金曜深夜） 1:53-2:23（初回は2:33 - 3:03）。2011年1月7日-[3][2]